# Liste der Monuments historiques in Saint-Mesmin (Aube)
Die Liste der Monuments historiques in Saint-Mesmin führt die Monuments historiques in der französischen Gemeinde Saint-Mesmin auf.

## Liste der Objekte
| Bezeichnung               | Beschreibung                                             | Standort                                | Kennzeichnung | Schutzstatus | Datum | Bild |
| ------------------------- | -------------------------------------------------------- | --------------------------------------- | ------------- | ------------ | ----- | ---- |
| Kirchenfenster            | aus dem 16. Jahrhundert; Verbleib unbekannt              | in der Kirche St-Pierre-ès-Liens (Lage) | PM10002042    | Classé       | 1913  |      |
| Weihwasserbecken          | Bronze, 16. Jahrhundert; Verbleib unbekannt              | in der Kirche St-Pierre-ès-Liens (Lage) | PM10002041    | Classé       | 1913  |      |
| Skulptur Madonna mit Kind | Kalkstein, farbig gefasst und vergoldet, 15. Jahrhundert | in der Kirche St-Pierre-ès-Liens (Lage) | PM10002040    | Classé       | 1911  |      |